# 1944 no jornalismo
Nesta página encontrará referências aos acontecimentos directamente relacionados com o jornalismo ocorridos durante o ano de 1944.

## Nascimentos
| Data         | Nome                       | Profissão                                                              | Nacionalidade | Observações | Ref |
| ------------ | -------------------------- | ---------------------------------------------------------------------- | ------------- | ----------- | --- |
| 22 de março  | Armando dos Santos Martins | jornalista e historiador                                               | Portugal      |             |     |
| 18 de abril  | Carlos Pinto Coelho        | jornalista                                                             | Portugal      |             |     |
| 7 de junho   | Aguinaldo Silva            | dramaturgo, escritor, roteirista, jornalista, cineasta e telenovelista | Brasil        |             |     |
| 10 de agosto | Adelino Gomes              | jornalista                                                             | Portugal      |             |     |
| ?            | Elio Gaspari               | jornalista e escritor                                                  | Itália        |             |     |

## Mortes
| Data          | Nome                   | Profissão                                      | Nacionalidade | Observações | Ref |
| ------------- | ---------------------- | ---------------------------------------------- | ------------- | ----------- | --- |
| 24 de janeiro | Agostinho de Campos    | professor universitário, jornalista e escritor | Portugal      | n. 1870     |     |
| ?             | Ottoni Ferreira Maciel | jornalista e político                          | Brasil        | n. 1870     |     |